# Georg Scholz (Maler)

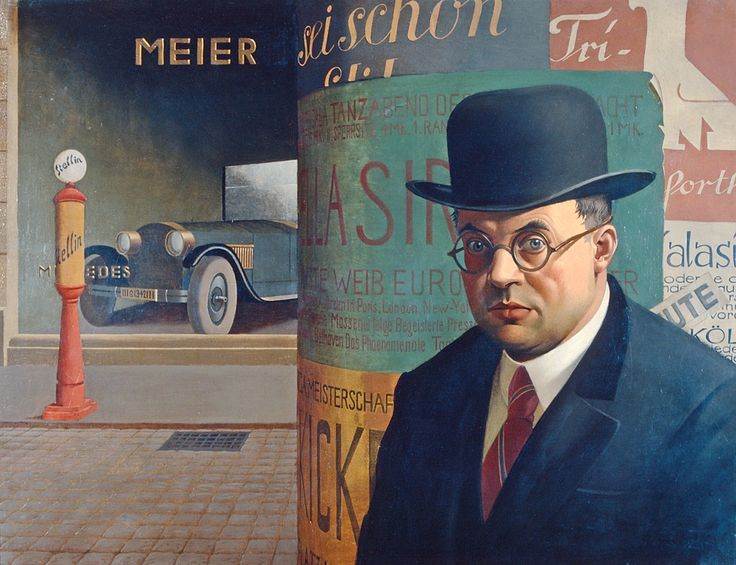
Georg Scholz: Selbstporträt (ohne Jahr)

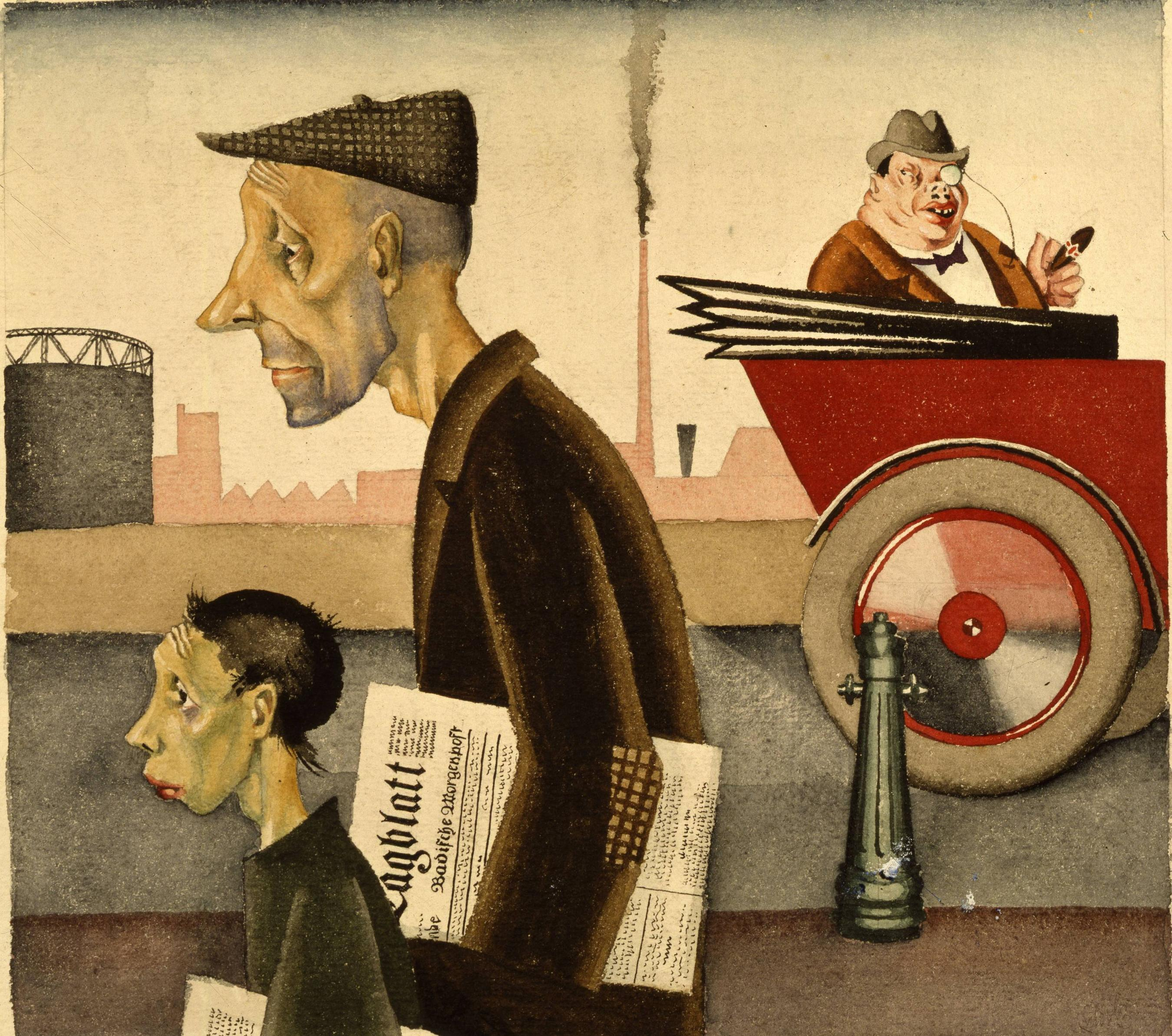
Georg Scholz: Arbeit schändet (1921)

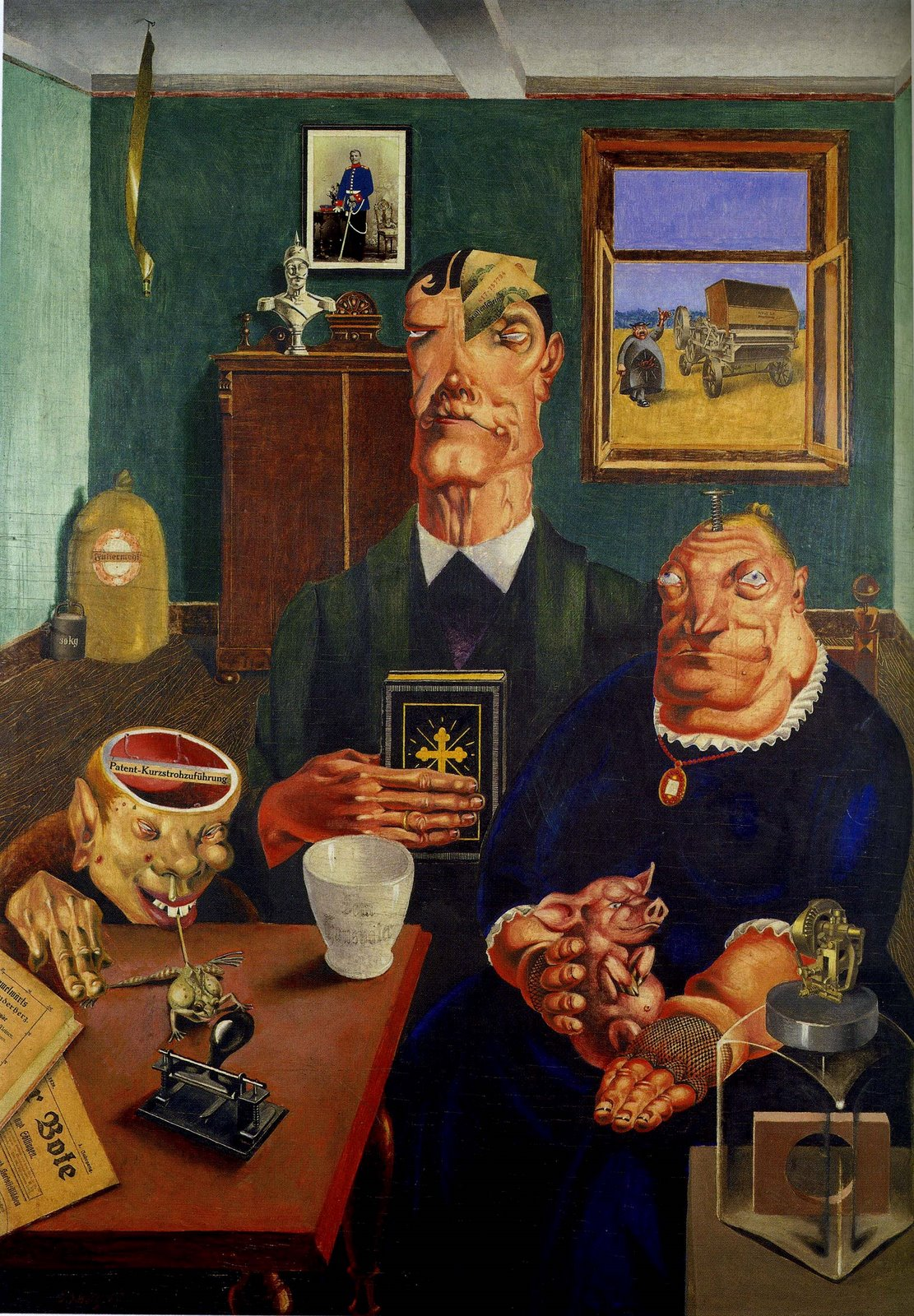
Georg Scholz: Industriebauern (1920)

Georg Scholz (* 10. Oktober 1890 in Wolfenbüttel; † 27. November 1945 in Waldkirch) war ein deutscher Maler der Neuen Sachlichkeit.

## Leben
Geboren in Wolfenbüttel, aufgewachsen ab 1898 als Pflegesohn von Julius Elster, studierte Scholz 1908 bis 1914 an der Badischen Landeskunstschule in Karlsruhe und zeitweise auch bei Lovis Corinth in Berlin und schloss sich mit anderen jungen Malern zu der progressiven Gruppe Rih zusammen.
Seine Werke erinnern mitunter an die gesellschaftskritischen Abbilder der Nachkriegsgesellschaft von George Grosz oder Otto Dix, so etwa das Aquarell Arbeit schändet (auch: Zeitungsträger) von 1921, das einen dicken, monokeltragenden Zigarrenraucher im Fond eines Automobils zeigt, während der Zeitungsträger ausgemergelt und gebeugt vor einer industriellen Kulisse zu Fuß geht. Noch monströser zeigen sich die Industriebauern auf einem Gemälde von 1920, das sich heute im Besitz des Von der Heydt-Museums in Wuppertal befindet. 1920 nahm er mit den Industriebauern an der Ersten Internationalen Dada-Messe in Berlin teil.
1925 wurde Scholz Professor an der Badischen Landeskunstschule in Karlsruhe und stellte im Rahmen der Ausstellung Neue Sachlichkeit in Mannheim aus. In der zweiten Hälfte der 1920er Jahre wurde ein zunehmendes Versiegen veristischer und neusachlicher Kräfte im Werk des Künstlers sichtbar.  
1933 wurde er als „entarteter Künstler“ aus seinem Amt entlassen und zog nach Waldkirch. 1937 wurden in der Aktion „Entartete Kunst“ Arbeiten von Scholz aus dem Schlesischen Museum der Bildenden Künste Breslau, der Städtischen Kunstsammlung Chemnitz, der Staatlichen Gemäldegalerie Dresden, den Kunstsammlungen der Stadt Düsseldorf, dem Museum für Kunst und Heimatgeschichte Erfurt, der Staatlichen Kunsthalle Karlsruhe, der Städtischen Kunsthalle Mannheim und dem Staatlichen Museum Saarbrücken beschlagnahmt, einige zerstört.
Kurz vor seinem Tod wurde Scholz durch die französische Besatzungsmacht noch zum Bürgermeister des Ortes Waldkirch, in dem heute das Georg-Scholz-Haus einen Rahmen für Wechselausstellungen bietet, ernannt.

## Aktmalerei
Ein besonderer Schwerpunkt des künstlerischen Schaffens von Scholz war die Darstellung des nackten Körpers. Die Aktmalerei begleitete den Künstler sein  Leben lang und diente ihm nicht nur „als Projektionsfläche für seine Kritik an der Gesellschaft oder zur Deskription der Zeitumstände, sondern auch als persönliche Rückzugsmöglichkeit“. Dies lässt den Schluss zu, dass „das Gestalten von Aktdarstellungen im Kontext dieses Rückzugs eine Art Therapeutikum darstellte, das den Künstler durch die malerische Wiederholung bekannter Körperhaltung einerseits beruhigte und ihm andererseits neue Kraft gab.“
Die Aktmalerei Georg Scholz‘ ist in drei Phasen unterteilbar: in einen ersten Abschnitt ab 1922, in der der Künstler als Symbol seiner Darstellung das Bild der Prostituierten setzt. Danach in die Periode von 1928 bis 1934 und eine ab 1944 entstehende Werkgruppe. Während dieser drei Abschnitte ist eine Verschiebung der vom Maler genutzten Techniken augenfällig: In Öl hergestellte Aktdarstellungen dominieren sein Werk in den frühen 1920er Jahren, um dann gegen 1934 abzuklingen. In der Zeit 1930 bis 1934 malt er den Akt in Form von Aquarellen. Eine Verschiebung seiner künstlerischen Arbeitsweise hin zur Zeichnung ist ab 1928 sichtbar und lässt sich bis 1944 nachweisen. 

## 1937 als „entartet“ nachweislich beschlagnahmte Werke

### Tafelbilder
- An der Badeanstalt (1927; WV Sternfeld 52; vernichtet)
- Der Mestize (Öl auf Leinwand, 45 × 55,5 cm, 1920; WV Sternfeld 32; vernichtet)[5]

### Zeichenkunst
- Ländliche Idylle (Aquarell)[6]
- Im Café/Hakenkreuzritter (Aquarell und Gouache über Bleistift auf Papier, 30,5 × 49 cm; WV Sternfeld 220)[7]
- Liegender weiblicher Akt (Bleistift auf Zeichenkarton, 32,5 × 49,8 cm, 1930; WV Sternfeld 50; vernichtet)

### Druckgrafik
- Apotheose des Kriegervereins (Lithografie, 1922)
- Die Herren der Welt (Lithographie, 29 × 39,8 cm, 1922)[8]
- Zeitungsausträger/Arbeit schändet nicht (Lithographie, 19,9 × 21,7 cm, 1921)
- Sentimentaler Matrose (Lithographie, 15,9 × 22,3 cm, 1921/1922)[9]
- Traum vom Felde
- Belsazar